# ريل تك
ريل-تك (بالإنجليزية: Realtek Semiconductor Corp.)‏ شركة تايوانية تعمل في مجال تنصيع عتاد الحواسيب، أنشئت في سنة 1987.